# 姆韋卡
姆韋卡是剛果民主共和國的城鎮，由開賽省負責管轄，位於該國中西部卡南加和開賽河之間，距離盧本巴希1,406公里，鎮上有機場設施。2007年8月下旬，姆韋卡爆發伊波拉病毒疫情，導致超過100人死亡。
04°51′0″S 21°34′00″E / 4.85000°S 21.56667°E